# Kun Nong
Kun Nong est un ancien guitariste du groupe de metal Slipknot.

## Biographie
Kun a été l'un des fondateurs de Slipknot en janvier 1995. Il ne resta qu'un mois au poste de guitariste, et fut remplacé par Josh Brainard qui quitta lui aussi le groupe, admettant ne pas s'être senti à l'aise avec l'orientation musicale du groupe. Il fut ensuite remplacé par le guitariste James Root.